# マイカ・ハンコック
マイカ・ハンコック（Micha Hancock、1992年11月10日 - ）は、アメリカ合衆国の女子バレーボール選手。アメリカ代表。

## 来歴
2011年にペンシルベニア州立大学に進学した。大学時代には2013年と2014年のNCAA女子バレーボール選手権で優勝を果たした。卒業後はイタリアセリエAのImoco Volleyに加入し、プロとしてのキャリアをスタートさせる。2016年にアメリカ代表へ初選出された。2017年にペルーで開催されたパンアメリカンカップで金メダルを獲得するとともに、自身もMVP、ベストセッター賞、ベストサーバー賞の3冠に輝いた。同年のワールドグランプリではセカンドセッターとして出場した。2018年、ネーションズリーグで金メダルを獲得した。同年10月の世界選手権に出場し5位となった。2021年開催の東京2020オリンピックで金メダルを獲得した。
2025年に開幕予定のリーグ・ワン・バレーボールではヒューストン所属となることが発表されている。

## 球歴
- オリンピック - 2021年、2024年
- 世界選手権 - 2018年
- ネーションズリーグ - 2018年、2019年、2021年

## 受賞歴
- 2016年 - パンアメリカンカップ ベストサーバー賞
- 2017年 - パンアメリカンカップ MVP、ベストセッター賞、ベストサーバー賞

## 所属クラブ
- ペンシルベニア州立大学（2011-2014年）
- イモコ・バレー（2015年）
- インディアス・デ・マヤグエス（2015年）
- MKSドンブロヴァ・グルニチャ（2015-2016年）
- インペル・ヴロツワフ（2016-2017年）
- パッラヴォーロ・モンツァ（2017-2019年）
- AGILバレー（2019-2021年）
- メガバレー（2022-2023年）
- カザルマッジョーレ（2023-2024年）
- LOVBヒューストン（2024年-）